# Зорино (село, Саратовская область)
Зорино — село в Советском районе Саратовской области России, в составе городского поселения Пушкинское муниципальное образование. Село расположено в 16 км южнее посёлка Пушкино. В 1 км юго-восточнее села расположена железнодорожная станция Зорино Приволжской железной дороги.
Население — 4 (2010)).

## История
Основано как центральная усадьба совхоза № 591. Совхоз впервые обозначен на карте АССР Немцев Поволжья 1935 года (территория относилась к Краснокутскому кантону). На карте Саратовской области 1939 года, которая охватывает большую часть АССР немцев Поволжья, указано название совхоза — «Арбейтер». 
28 августа 1941 года был издан Указ Президиума ВС СССР о переселении немцев, проживающих в районах Поволжья. Немецкое население депортировано, населённый пункт, как и другие населённые пункты Краснокутского кантона было включено в состав Саратовской области.
Совхоз № 591 обозначен на карте Саратовской области 1956 года. Дата переименования в село Зорино не установлена.

## Население
Динамика численности населения по годам:
| 1987 | 2002 |
| ---- | ---- |
| ≈30  | 4    |

| 2010 |
| ---- |
| 4    |